# 土佐大正站
土佐大正站（日语：／ Tosa-taishō eki */?）是一位於日本高知縣高岡郡四萬十町大正、隸屬於四國旅客鐵道（JR四國）的鐵路車站。車站編號為G30。由於本站啟用時，日本國鐵及其他鐵路公司相繼已有稱為「大正站」的車站，因此直接加上舊令制國「土佐」於車站名上，車站前放置了「予土線全通紀念碑」。
「大正」一名來自未合併為四萬十町前的「大正町」。1925年，為慶祝日皇裕仁登基，位於幡多郡的「東上山村」及「西上山村」，分別改稱為「大正村」及「昭和村」，後來大正村昇格為大正町；昭和村也和十川村合併為十和町，再於2005年和「窪川町」合併為四萬十町。
本站位處前大正町的中心地帶，附近民居較為集中，並且設有商店街，因此乘車人數屬四萬十町的車站稍多的一個。

## 車站結構
現時的站房屬第二代建築，為木造單層建築。第一代為平頂鐵皮屋，不論新或舊，都同樣當地企業「北幡觀光汽車」總部所在地，車站對出的廣場為巴士總站，因此站房屬共用設施。建築物內設有售票窗，同時發售巴士票及鐵路車票，並設有候車室及洗手間。
設有島式月台1個，共設有1面2線的配置。由於月台位處開鑿後的山坡上，而站舍則位於山坡前的空地上，所以路線建築時，在建築物旁的山坡開挖一條通道，再左轉向上興建樓梯接駁至月台末端向打井川站方向，並和月台上的有蓋候車亭互相接駁。
月台的有效長度為3輛，並不設有月台編號，靠近站舍的路軌為下行月台；上行月台設於另一邊。兩邊均採用Y型路軌切換器，而上行路軌則再另設有一條側線，是用來停靠列車或工程車的。

### 月台配置
| 月台                  | 路線    | 方向     | 目的地             |
| --------------------- | ------- | -------- | ------------------ |
| 上行月台 （遠離站舍） | ■予土線 | （上行） | 窪川方向           |
| 下行月台 （靠近站舍） | ■予土線 | （下行） | 江川崎、宇和島方向 |

## 歷史
- 1974年3月1日：路線伸延至若井站時開業。
- 1987年4月1日：日本國鐵分割民營化，車站的營運由JR四國繼承。

## 使用狀況
根據國土交通省「國土數值情報」，以下為1日平均上下車人次：
| 年度 | 1日平均 乘車人次 | 1日平均 乘車人次 |
| ---- | ---------------- | ---------------- |
| 2011 | 114              |                  |
| 2012 | 92               |                  |
| 2013 | 80               |                  |
| 2014 | 62               |                  |
| 2015 | 60               |                  |
| 2016 | 44               |                  |
| 2017 | 30               |                  |
| 2018 | 30               |                  |
| 2019 | 32               |                  |
| 2020 | 38               |                  |
| 2021 | 32               |                  |
| 2022 | 50               |                  |

## 相鄰車站
只限普通列車停靠。臨時觀光列車四萬十小火車停靠站。
四國旅客鐵道（JR四國）
■予土線
打井川（G29）－土佐大正（G30）－土佐昭和（G31）

## 外部連結
- JR四國土佐大正站 （页面存档备份，存于）